# Minoru Kawawada
Minoru Kawawada (* 16. Januar 1952 in der Präfektur Ibaraki, Japan) ist ein Karateka (7. Dan) und arbeitet als Vice General Manager der Technical Division der Japan Karate Association (JKA).
Kawawada arbeitet als Vollzeit-Instructor im Hauptquartier der JKA in Tokio und Leiter des Hoitsugan und war lange Zeit ein erfolgreicher Wettkämpfer.
1985 wurde er Weltmeister beim 1st Shoto World Cup in Kata und Kumite.